# 尤英 (密蘇里州)
尤英（英語：Ewing）是位於美國密蘇里州劉易斯縣的城市。

## 人口
根據2020年美國人口普查的數據，尤英的面積為1.62平方千米，皆為陸地。當地共有人口406人，而人口密度為每平方千米251人。